# Ctenopterella seemannii
Ctenopterella seemannii är en stensöteväxtart som först beskrevs av John Smith, och fick sitt nu gällande namn av Barbara S. Parris. Ctenopterella seemannii ingår i släktet Ctenopterella och familjen Polypodiaceae. Inga underarter finns listade.